# زینکات سدیم

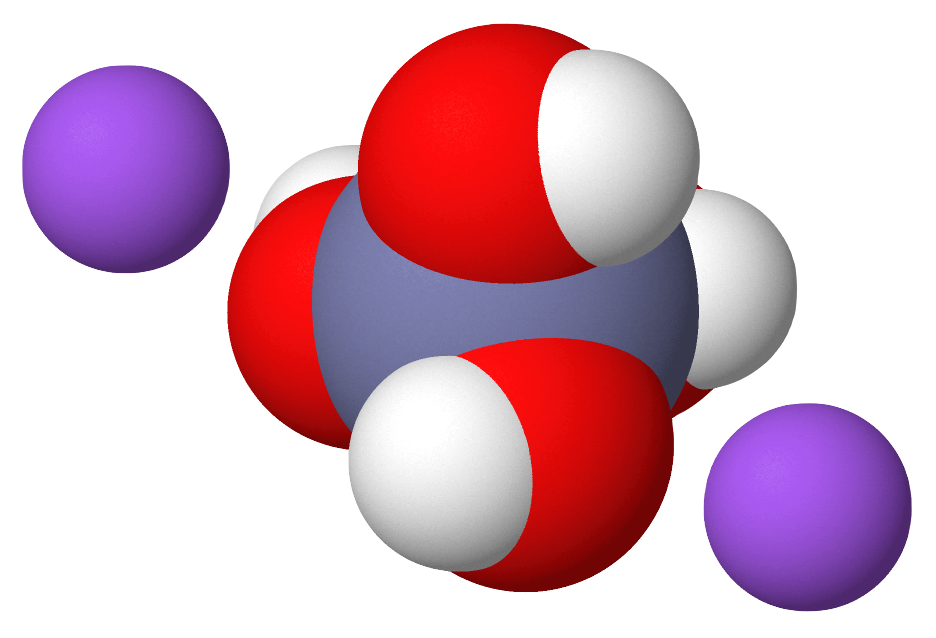
مدل فضا پر کن زینکات سدیم

زینکات سدیم (به انگلیسی: Sodium zincate) با فرمول شیمیایی Na۲Zn(OH)۴ یک ترکیب شیمیایی است. که جرم مولی آن 179.418 g/mol می‌باشد. 